# Koshiki-2
Le Koshiki-2 est un avion de chasse expérimental conçu par l'École d'Aviation de Tokorozawa pour l'Armée Impériale Japonaise. Prototype monoplace et biplan à moteur unique, il est le tout premier chasseur de ce type entièrement conçu et construit au Japon. Construit en 1922 et 1923, cet appareil jamais ne fut produit en série.

## Conception et développement
L'Association Provisoire de Recherche en Aérostatique Militaire (PMBRA) fut créée en 1909 à Tokorozawa. Elle combinait les travaux de l'Armée Impériale Japonaise et la Marine Impériale Japonaise. En 1919, elle fut recyclée et la structure s'appela École d'Aviation de l'Armée. Le Département de Recherche commença en 1920 le développement du Koshiki-2, un biplan léger inspiré du SPAD XIII, qui était un avion français pour le coup ; avec une structure en bois et un moteur Salmson 9Z (en) de 260 chevaux.

## Caractéristiques techniques
| Catégorie                       | Détail                                                                  |
| ------------------------------- | ----------------------------------------------------------------------- |
| Nom                             | Koshiki-2                                                               |
| Type                            | Avion de chasse                                                         |
| Origine nationale               | Empire du Japon                                                         |
| Fabricant                       | Département de Recherche de l'École d'Aviation de l'Armée de Tokorozawa |
| Premier vol                     | 1922                                                                    |
| Statut                          | Prototype                                                               |
| Nombre d'exemplaires construits | 2                                                                       |
| Équipage                        | 1                                                                       |
| Longueur                        | 6,60 m                                                                  |
| Envergure                       | 10,00 m                                                                 |
| Hauteur                         | 2,40 m                                                                  |
| Surface alaire                  | 20,00 m²                                                                |
| Poids à vide                    | 650 kg                                                                  |
| Poids total                     | 950 kg                                                                  |
| Moteur                          | Salmson 9Z, moteur radial à 9 cylindres refroidi par eau                |
| Puissance                       | 260 chevaux                                                             |
| Vitesse maximale                | 206 km/h à 3 000 m                                                      |
| Plafond                         | 9 200 m                                                                 |
| Endurance                       | 2 heures                                                                |
| Montée                          | 9 minutes pour atteindre 2 000 m                                        |
| Armement                        | 2 × mitrailleuses de 7,7 mm                                             |